# Фастов Дмитро Олексійович
Дмитро Олексійович Фастов (нар. 25 липня 1997, Київ, Україна) — український футболіст, воротар клубу «Лівий берег».

## Біографія
Народився в Києві, де і почав займатися футболом. Виступав в ДЮФЛ за ДЮФШ «Динамо» ім. Валерія Лобановського. Після завершення навчання, влітку 2013 року, став гравцем молодіжного складу «Динамо», де провів два сезони, виступаючи за команди U-19 та U-21 (всього 16 офіційних матчів).
Влітку 2015 року був заявлений за другу динамівську команду, що грала в Першій лізі. В професійних змаганнях дебютував 31 жовтня 2015 року в виїзному матчі проти «Сум», який завершився поразкою киян 1:2. Всього провів за команду у Першій лізі 4 матчі, пропустивши 4 голи.
У березні 2017 року підписав контракт з першоліговим «Інгульцем», але знову змушений був виступати за другу команду, що грала у Другій лізі, де зіграв два матчі.
Влітку 2017 року перейшов у прем'єрліговий «Верес», де став третім воротарем після Олександра Бандури та Богдана Когута, тому знову почав виступати за молодіжну команду у молодіжній першості України.
28 вересня 2018 року перейшов до португальського клубу «Спортінг Ідеал».
Згодом захищав кольори київської «Оболоні» та МФК «Миколаїв».
29 липня 2022 провів одну гру за польський клуб «Подгале» (Новий Торг) та повернувся до України, а саме львівських «Карпат».

### Збірна
У 2013—2015 роках викликався до юнацьких збірних України (U-16, U-17, U-18), за які загалом зіграв 21 офіційний матч.